# Praia Iõla
A Praia Iõla é uma praia do Arquipélago de São Tomé e Príncipe, localiza-se a Oeste da ilha do Príncipe localizada entre o promontório da Pedra da Ponta Furada e o Morro Iõla, frente à localidade da Ponta do Sol.